# Liste der Bodendenkmale in Dohma
In der Liste der Bodendenkmale in Dohma sind die Bodendenkmale der Gemeinde Dohma und ihrer Ortsteile nach dem Stand der Auflistung von Harald Quietzsch und Heinz Jacob aus dem Jahr 1982 aufgelistet. Eventuelle Änderungen und Ergänzungen, insbesondere aus der Zeit nach der Wende, sind nicht berücksichtigt, da für Sachsen aktuell keine neueren allgemein zugänglichen Bodendenkmallisten vorliegen. Die Baudenkmale sind in der Liste der Kulturdenkmale in Dohma aufgeführt.
| Denkmal-ID | Fundart          | Ortsteil           | Bezeichnung               | Zeitstellung    | Lage                                                                 | Bemerkungen                                                | Bild |
| ---------- | ---------------- | ------------------ | ------------------------- | --------------- | -------------------------------------------------------------------- | ---------------------------------------------------------- | ---- |
| ?          | besonderer Stein | Cotta (Groß-Cotta) | Gruppe von 3 Steinkreuzen | Spätmittelalter | nordöstlicher Ortsausgang, nördlich an der Straße nach Neundorf      | Axteinzeichnung auf einem Kreuz, Schutz seit 21. Juni 1972 |      |
| ?          | besonderer Stein | Cotta (Groß-Cotta) | Steinkreuz                | Spätmittelalter | südlich des Orts, südwestlich des Spitzbergs, am Diebssteig          | Schutz seit 21. Juni 1972                                  |      |
| ?          | besonderer Stein | Cotta (Groß-Cotta) | Steinkreuz                | Spätmittelalter | südöstlich des Orts, auf dem Spitzberg, westnordwestlich des Gipfels | Schwerteinzeichnung, Schutz seit 21. Juni 1972             |      |
| ?          | besonderer Stein | Dohma              | Steinkreuz                | Spätmittelalter | südwestlich des Orts, östlich am Weg nach Ottendorf                  | Lineares Kreuz eingeritzt, Schutz seit 10. Mai 1972        |      |